# شمخال‌نشین غازی‌قموق
حکومتی بود مستقل به مرکزیت غازی‌قُموق که از قرن سوم هجری به مدت هفت قرن بر سرزمین لاک‌ها که امروزه جزئی از داغستان است سیطره داشته‌است. در قرن نهم هجری این حکومت شامل مناطقی از شمال جمهوری آذربایجان امروزی، جنوب داغستان، چچنستان و قسمتی از کاباردیا بوده‌است.

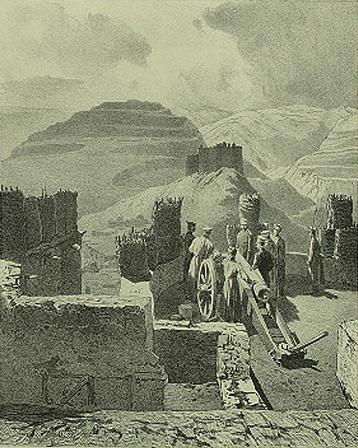
تصویری از ارگ غازی قموق

پایتخت شمخالات در قرن هشتم تا هفدهم میلادی در داغستان بود. در قرن هشتم تا هفدهم پایتخت در قموق بود و در قرن دوازدهم غازی قموق نام گرفت. در سدهٔ پانزدهم دیگر مراکز سیاسی شمخالات بویناک، ترخو، اندیری و چند شهر دیگر بودند.

## تاسیس شمخالات، سدهٔ ۸ تا ۱۲ میلادی

### عرب‌ها در قموق
در میانه سده هفتم خلافت عباسی در پی گسترش خود به سوی شمال اقدام به تصرف داغستان کرد. در آغاز سدهٔ هشتم در نبردی قموق به تصرف درآمد و در پی آن لاک‌ها مجبور به اتحاد با عرب‌ها علیه خزرها شدند. مشهور است که هنگام پیروزی خزرها بر عرب‌ها، عرب‌ها اختیار داغستان را از کف داده و لاک‌ها سپس با خزرها متحد شدند. عرب‌ها ناچار شدند دوباره داغستانی‌ها را مطیع خود کنند.

### ورود مسلم ابن عبدالملک
در سال ۷۳۴ فرمانده ارتش مسلمانان مسلم بن عبدالملک پس از یکی از پیروزی‌هایش در داغستان چند حاکم را منصوب نمود. یکی از آنان شهبال قموق بود. بارتولد و پالیفکتف شهبال را با شمخال مرتبط و هر دو را به معنی حاکم قموق می‌دانند.
عباسقلی‍آقا باکیخانف می‌نویسد: 
در سال ۷۳۴ هشام برای اداره ارمنستان، آذربایجان و شیروان برادرش ابومسلم را منصوب کرد و ۲۴ هزار سوری و عرب را به همراه او گسیل داشت تا با کمک آنها شرایط را برای داغستان آماده نماید...ابومسلم به دربند رسید و دیوار و استحکامات آن را ویران نمود. ابومسلم بن عبدالملک روانه قموق شد... مسجد جامع و دیگر ساختمان‌هایی که به وسیلهٔ او در شهر قموق ساخته شد هنوز پابرجا هستند. او شهبال ابن عبدالله را به عنوان حاکم منصوب نمود.

### ورود مروان
بعدها قموق از حکومت عرب‌ها جدا شد، احتمالاً با پشتیبانی همسایگان خود سریرها و خزرها. الکوفی می‌گوید:
سردار عرب مروان ابن محمد در سال ۷۳۸ از رود کورا گذشت و به سوی شهر شکی روان شد. از شکی او به سوی سرزمین سریرها روان شد و خود را به دژ بلال رسانید و یک ماه تمام آن را محاصره کرد. پس از آن مروان به سوی دژ دیگری به نام آمیک روان شد و آن را محاصره نمود. مدافعان دژ آمیک سرسختانه با آنها مبارزه کردند. ولی مروان بر آنها پیروز شد. خبر پیروزی مروان به حاکم سریر رسید. حاکم سریر فرار کرد تا این که به دژ خایزاج رسید. مروان ابن محمد دژها را یکی پس از دیگری فتح کرد. سپس بازگشت و در شهر باب مستقر شده.
در دربندنامه نوشته شده‌است که در سال ۷۳۸ مروان امیرنشین داغستان کوهستانی را برچیده و قموق، گوبچی، قیطاق، تبرسران، کوران، روتول، زیخور و آوار باید به دربند خراج می‌دادند.

### مسجد جامع
در سال ۷۷۷ مسجد جامع قموق ساخته شد که در آن کتیبه‌ای با این مضمون نوشته شده‌است: "در سال ۱۶۰ هجری (۷۷۷ میلادی) برای سپاس از خدای قادر متعال ساخته شد."

### تجزیهٔ خلافت عباسی
در سدهٔ نهم میلادی خیزش ضدعربی بابک خرمدین موجبات تجزیه خلافت عباسی را فراهم نمود. حکومت اسلامی در داغستان کوهستانی رو به انحطاط گذاشت. از سده‌های نهم تا یازدهم چندین قلمرو داغستان جنوبی مانند تبرسران، کورا، آختو، روتول و تساخور بیشتر زیر نفوذ حکومت نیرومند شروان بودند و از این رو امارات دربند تأسیس شد. شمخالات قموق بخشی از این سرزمین‌های لاک‌ها می‌شد و احتمالاً با سریرها و قیطاق‌ها متحد بود.
ولادیمیر مینورسکی می‌نویسد: 
در سال ۱۰۶۴ میلادی قموق‌ها به دهکده بابا حمله کردند و مسلمانان بسیاری را کشتند و دارایی هایشان را غارت کردند.

### غازی قموق
پژوهش دربارهٔ تاریخ قموق این نکته را خاطرنشان می‌کند که این منطقه در اواخر سدهٔ هشتم میلادی مرکز اسلامی شد. پس از آن در سده نهم تا دوازدهم جنگ‌های داخلی در داغستان جنوبی، شروان و دربند درگرفت که قموق از این جنگ‌ها جان سالم به در برد. در سدهٔ دوازدهم میلادی شمخالات به احتمال قوی مسلمان بود و اسلام در قموق دین مسلط بود. قموق پیشوند غازی را دریافت کرد. سرانجام لاکیه یک دولت اسلامی شد.

## حملهٔ مغول‌ها و تاتارها، سدهٔ ۱۳ تا ۱۴ میلادی

### اشغال قموق
در سال ۱۲۴۰ میلادی مغول‌ها و تاتارها پس از دربند و ریچ به قموق پایتخت کوهستانی لاک‌ها حمله کردند. محاصرهٔ دژ قموق با به کارگیری ماشین‌ها محاصره و منجنیق چند ماه طول کشید. در تاریخ ۸ آوریل ۱۲۴۰ قموق مورد هجوم قرار گرفته و ویران شد. سال بعد شمخالات تجدید قوا کرد. شیخ سعیدف می‌گوید:
شمخالات غازی قموق پس از ویرانی در سال ۱۲۴۰ دربارهٔ به حکومت پیشین خود بازگشت و پس از مدتی قلمرو خود را تحکیم کرد.
حاجی حسینف می‌نویسد: 
در بهار سال ۱۲۴۰ بوگدای یکی از فرماندهان سپاه باتوخان به سوی قموق حرکت می‌کند و پس از مقاومت سرسختانه مدافعان دژ قموق پایتخت شمخالات را تصرف می‌کند، ولی اردوی زرین مغول‌ها نتوانست در لاکیه و دیگر مناطق داغستان کوهستانی مستقر شود.
علی کایایف می‌نویسد:
در سال ۶۳۴ هجری (۱۲۴۰-۱۲۳۹ میلادی) مغول‌ها حکومت را برکنار کردند، ولی حاکمان دوباره حکومت شمخالات را بر پا نمودند. شمخال جدید از نسل چنگیزخان بود و از این زمان حکومت شمخال‌های تاتار بر پا گردید.

### اتحاد
در دوران برکه خان (۱۲۶۶-۱۲۵۷ میلادی) اسلامی شدن حاکمان اردوی زرین آغاز شد که توانست به برقراری اتحاد غازی قموق با اردوی زرین بینجامد.شیخ سعیدف می‌نویسد:
احتمالاً سلسلهٔ جدید در قموق پشتیبانی نیرومندی از سوی اردوی زرین دریافت می‌کرد. در آغاز سدهٔ چهاردهم شمخالات به مثابه یکی از پایگاه‌های نیرومند اردوی زرین در میان حکومت‌های داغستان بود.

### ورود تیمور لنگ
در سال ۱۳۹۵ میلادی تیمور لنگ به سوی قیطاق روان شد. تیمور لنگ به شمخالات غازی قموق حمله کرد و پس از محاصره و جنگ دژهای کولی و تاوس را گرفت. شرف الدین یزدی می‌نویسد:
مقاومت سرسختانه ساکنان باعث شد که تیمور لنگ پس از تسخیر دژها ساکنان را کشتار نموده و از کشته‌ها تپه‌ای ساخت.
در میان لاک‌ها افسانه‌ای کهن دربارهٔ دختری در اواخر سده چهاردهم میلادی وجود دارد به نام پاتیما که با قوای تیمور مبارزه کرده و پیروز شد.
تیمور لنگ با وارثان چنگیزخان رقابت می‌کرد و پس از از فتح لاکیه دست نشاندهٔ خود را بر تخت شمخالات غازی قموق نشاند و هواخواهان چنگیزخان را از حکومت برکنار کرد. با مرگ تیمور در سال ۱۴۰۵ شمخال تیمور از تخت کنار گذاشته شد.

## قدرت گرفتن شمخالات در سده‌های پانزدهم تا شانزدهم
در سدهٔ پانزدهم قموق مرکز اسلامی و سیاسی نیرومندی در داغستان جنوبی شد و شمخال قموق نقش حاکم همهٔ داغستان را بازی می‌کرد و خود را پادشاه، والی و قیصر می‌نامید.